# HD160127
HD160127 — хімічно пекулярна зоря спектрального класу
A2 й має видиму зоряну величину в смузі V приблизно  8,1.

## Пекулярний хімічний склад
Зоряна атмосфера HD160127 має підвищений вміст 
Cr
.